# Stadion Wembley (1923)
Stadion Wembley (Stary Wembley) – stadion piłkarski w dzielnicy Wembley w Londynie. Oficjalnie  otwarty 28 kwietnia 1923 przez króla Jerzego V. W 2003 został wyburzony, a w jego miejsce zbudowano nowy stadion na 90 tys. miejsc. Stary stadion Wembley był jednym z najsłynniejszych i najbardziej znanych stadionów piłkarskich na świecie.

## Igrzyska Olimpijskie
W trakcie Igrzysk Olimpijskich w Londynie w 1948 na stadionie Wembley odbyła się większość konkurencji lekkoatletycznych. Stadion był również miejscem rozegrania meczów półfinałowych i finałowych turniejów hokeja na trawie i piłki nożnej, a także drużynowego konkursu jeździeckiego w skokach przez przeszkody i pokazowego meczu w lacrosse.

## Koncerty
5 sierpnia 1972, na stadionie, po raz pierwszy zorganizowano koncert rockowy. Od tego momentu stał się on miejscem wielu słynnych koncertów (np. występów zespołu The Rolling Stones w 1982 i 1990).
Stafion Wembley w Wielkiej Brytanii i stadion w Filadelfii w USA były stadionami, na których 13 lipca 1985 odbył się koncert Live Aid.
11 i 12 lipca 1986, na Wembley, odbyły się dwa koncerty zespołu Queen, określone mianem najlepszych w historii tej grupy muzycznej.
20 kwietnia 1992 na obiekcie odbył się The Freddie Mercury Tribute Concert, z którego całkowity dochód został przeznaczony na walkę z AIDS.
25 czerwca 1995 rekordowy (70 tys. widzów) koncert zagrał tam zespół Bon Jovi.
Piętnaście razy występował tam Michael Jackson (w sumie sprzedano 1,1 miliona biletów), a dziewięciokrotnie Madonna.

## Piłka nożna
Pierwszy mecz piłkarski na Wembley, finał FA Cup, odbył się w 28 kwietnia 1923 pomiędzy drużynami Bolton Wanderers i West Ham United. Na tym stadionie rozegrano wszystkie finały Pucharu Anglii do roku 2000.
17 października 1973 w meczu eliminacyjnym mistrzostw świata Polska-Anglia, rozegranym na stadionie Wembley, padł remis 1:1. Dzięki bramce zdobytej przez Jana Domarskiego drużyna Polski awansowała do finałów.
Ostatni mecz na starym Wembley rozegrany został 7 października 2000; reprezentacja Anglii w eliminacjach mistrzostw świata zmierzyła się z reprezentacją Niemiec i przegrała 0:1.
Stadion był areną mistrzostw świata w 1966 i mistrzostw Europy w 1996.

## Sport żużlowy
W roku 1936 odbył się na Wembley pierwszy finał indywidualnych mistrzostw świata. Wembley był corocznym miejscem finałów aż do roku 1960. Ostatni finał IMŚ odbył się na Wembley w 1981. Łącznie odbyły się tam 24 finały.

## Skoki narciarskie
31 maja 1961 r. powstała tu tymczasowa skocznia narciarska o punkcie konstrukcyjnym usytuowanym na 30 metrze. Na aluminiowych rusztowaniach zbudowano rozbieg skoczni i jej drewniany zeskok, który pokryto sianem i sztucznie wytworzonym śniegiem. W ciągu dwóch dni rozegrano pokazowe zawody, w których uczestniczyli skoczkowie z 9 europejskich krajów. Zmagania wygrał Fin - Veikko Kankkonen.

## Galeria

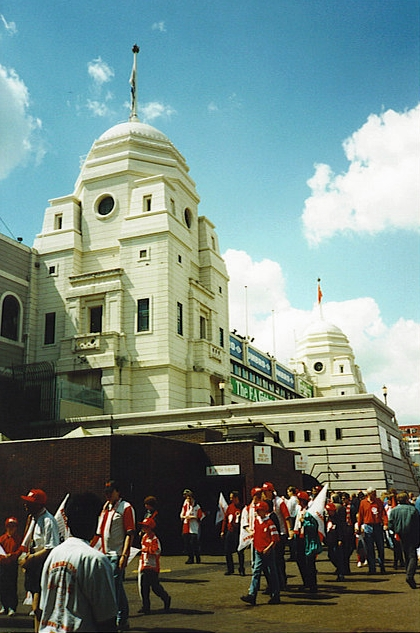
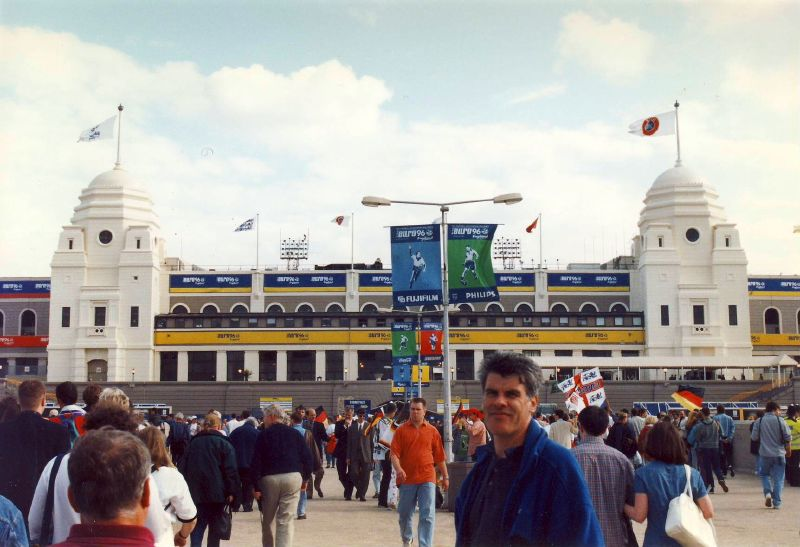
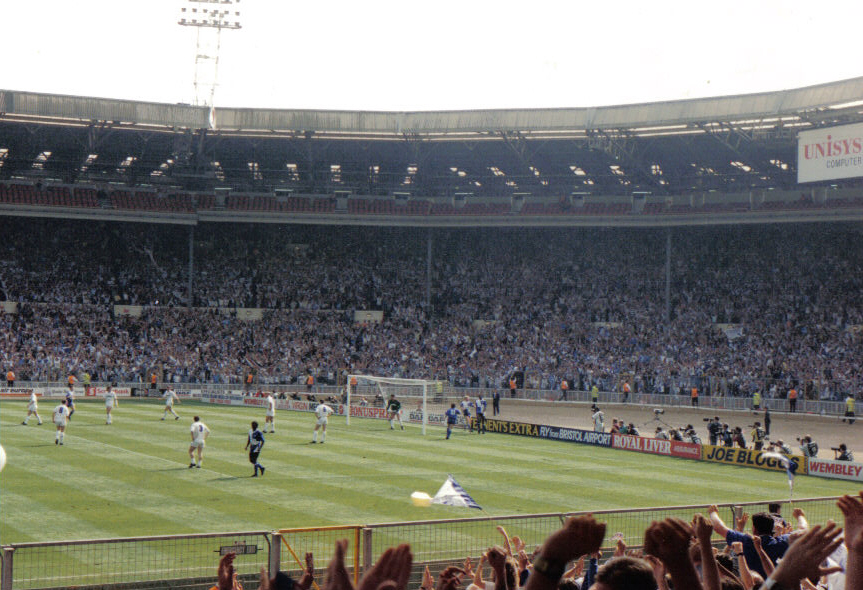
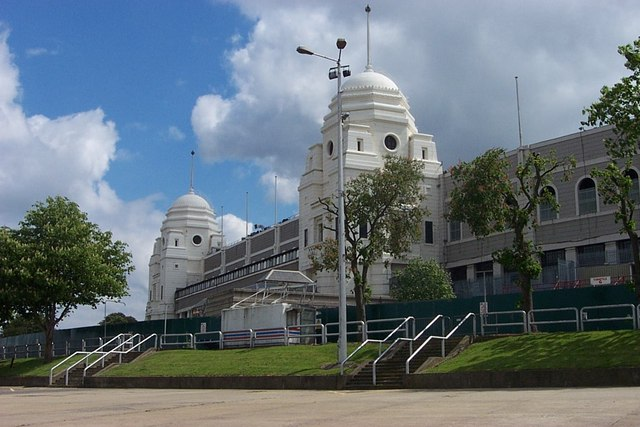